# Lotusphere
Lotusphere är sedan 1993 en årligen återkommande konferens för IBM:s Lotusprodukter. Konferensen består av föreläsningar, övningar, och produktutställningar. Tillställningen äger varje år rum i Orlando, Florida, och lockar vanligtvis runt 7 000 besökare.